# Hurricane Tyra Black
Hurricane Tyra Black (* 2. März 2001) ist eine US-amerikanische Tennisspielerin.

## Karriere
Black begann im Alter von drei Jahren mit dem Tennisspielen und bevorzugt Hartplätze. Sie spielt bislang vor allem auf der ITF Women’s World Tennis Tour, wo sie bislang vier Titel im Einzel und zwei im Doppel gewinnen konnte.
Sie spielte 2018 und 2019 die Juniorinnenwettbewerbe im Einzel und Doppel bei den vier Grand-Slam-Turnieren. Mit ihrer Partnerin Lea Ma erreichte sie bei den US Open 2018 im Juniorinnendoppel das Achtelfinale, im Juniorinnendoppel der French Open 2019 das Viertelfinale, sowie in Wimbledon mit Shavit Kimchi das Achtelfinale. In den anderen Doppelwettbewerben sowie den Einzelwettbewerben scheiterte sie bereits in der ersten Runde.
Im April 2023 spielte sie in Boca Raton ihr bislang letztes Profiturnier.

## Turniersiege

### Einzel
| Nr. | Datum             | Turnier       | Kategorie | Belag     | Finalgegnerin      | Ergebnis      |
| --- | ----------------- | ------------- | --------- | --------- | ------------------ | ------------- |
| 1.  | 6. Juni 2021      | Antalya       | ITF W15   | Sand      | Federica Bilardo   | 2:6, 6:4, 6:4 |
| 2.  | 28. November 2021 | Guatemala     | ITF W15   | Hartplatz | Olivia Lincer      | 7:5, 6:3      |
| 3.  | 16. Januar 2022   | Antalya       | ITF W15   | Sand      | Barbora Paličová   | 6:0, 6:4      |
| 4.  | 6. Februar 2022   | Antalya       | ITF W15   | Sand      | İlay Yörük         | 6:2, 4:6, 6:4 |
| 5.  | 19. Juni 2022     | Santo Domingo | ITF W25   | Hartplatz | Jana Kaladsinskaja | 6:3, 6:3      |

### Doppel
| Nr. | Datum             | Turnier      | Kategorie | Belag        | Partnerin          | Finalgegnerinnen                 | Ergebnis           |
| --- | ----------------- | ------------ | --------- | ------------ | ------------------ | -------------------------------- | ------------------ |
| 1.  | 12. Dezember 2020 | Antalya      | ITF W15   | Sand         | Svenja Ochsner     | Gergana Topalowa Daniela Vismane | 7:62, 7:5          |
| 2.  | 20. November 2021 | Cundinamarca | ITF W15   | Sand (Halle) | Rushri Wijesundera | Fernanda Astete Jessica Plazas   | 7:611, 5:7, [10:4] |

## Persönliches
Hurricane Tyra ist die jüngere Schwester von Tornado Alicia Black, die ebenfalls Tennisprofi ist.
Ihre Mutter Gayal Black benannte ihre Töchter nach Arten von Stürmen, daher die Vornamen „Hurricane“ und „Tornado“ als Teil einer Marketingstrategie für deren Tenniskarriere.